# 寧舞立
寧舞立（？年—？年），滿洲正藍旗人，繙譯進士。

## 生平
- 乾隆十六年中式辛未繙譯科進士。
- 歷任工部主事、戶部員外郎、台州府知府[1]。
- 寧紹台道、杭嘉湖道[2][3]。